# Mistrzostwa Polski w Łyżwiarstwie Szybkim w Wieloboju Sprinterskim 1987
6. Mistrzostwa Polski w wieloboju sprinterskim odbyły się w dniach 10-11 stycznia 1987 roku na torze Stegny w Warszawie.

## Kobiety
| Pozycja | Zawodniczka       | Klub              | 500 m | Pkt. | 1000 m | Pkt. | 500 m | Pkt. | 1000 m | Pkt. | Suma pkt. |
| ------- | ----------------- | ----------------- | ----- | ---- | ------ | ---- | ----- | ---- | ------ | ---- | --------- |
| 01 !    | Erwina Ryś-Ferens | Marymont Warszawa |       |      |        |      |       |      |        |      | 179,245   |
| 02 !    | Zofia Tokarczyk   | AZS Zakopane      |       |      |        |      |       |      |        |      | 183,090   |
| 03 !    | Iwona Iwanaszko   | Orzeł Elbląg      |       |      |        |      |       |      |        |      | 187,050   |

## Mężczyźni
| Pozycja | Zawodnik          | Klub           | 500 m | Pkt. | 1000 m | Pkt. | 500 m | Pkt. | 1000 m | Pkt. | Suma pkt. |
| ------- | ----------------- | -------------- | ----- | ---- | ------ | ---- | ----- | ---- | ------ | ---- | --------- |
| 01 !    | Jerzy Dominik     | AZS Zakopane   |       |      |        |      |       |      |        |      | 162,000   |
| 02 !    | Jacek Dobrowolski | Legia Warszawa |       |      |        |      |       |      |        |      | 163,635   |
| 03 !    | Tomasz Jankowski  | Legia Warszawa |       |      |        |      |       |      |        |      | 163,990   |